# Robert Carlyle
Robert Carlyle (*14. dubna 1961) je skotský herec, narozený v glasgowské městské části Maryhill. Proslavil se zejména rolí Begbieho, rváče ve filmu Trainspotting (1996),filmem Do naha! (1997), postavou Dr.Nicholase Rushe v seriálu Stargate Universe (2009-2011) nebo rolí Rampelníka/pana Golda v seriálu Bylo, nebylo (2011- 2018)
Děti : Ava Carlyle, Pearce Joseph Carlyle, Harvey Carlyle.
Vnuk: Peter Lancelot Carlyle

## Filmografie

### Filmy
Yesterday (2019)
- 28 týdnů poté (2007)
- Eragon (2006)
- Detektiv Monroe (2005)
- Škola tance a šarmu (2005)
- Obchod s bílým masem TV (2005) (nominace na cenu Emmy za nejlepší mužský herecký výkon v minisérii nebo filmu)
- The Mighty Celt (2005), s Gillian Anderson
- Hitler: Vzestup zla (2003, jako Adolf Hitler)
- Black and White (2002)
- Tenkrát v Midlands (2002)
- Formula 51  (2002)
- The 51st State (2001)
- Na konci všech válek (2001)
- Není nad Jimmyho (2000)
- Pláž (2000, s Leonardo DiCaprio)
- Andělin popel (1999, s Emily Watson)
- Jeden svět nestačí (1999)
- Dravci (1999)
- Plunkett & Macleane (1999)
- Looking After Jo Jo (1998)
- Parta (1997)
- Do naha! (The Full Monty) (1997)
- Carlina píseň (1996)
- Trainspotting (1996)
- Go Now (1995)
- Hamish Macbeth (1995-97) (TV)
- Priest (1994)
- 99-1 (1994)
- Jsme jenom lidi (1993)
- Něžné modré oči (1992)
- Lůza (1990)
- Silent Scream (1990)

### Televize
- Taggart - "Hostile Witness" (1990)
- Screenplay – „Safe“ (1993)
- 99-1 - "Doing the Business" (1994)
- Cracker- "To Be A Somebody" (1994)
- Hamish Macbeth (1995 - 1998)
- Looking After Jo Jo (1998)
- Hitler: The Rise of Evil (2003) (jako Adolf Hitler)
- Gunpowder, Treason & Plot (2004) (jako King James I)
- Human Trafficking (2005) (Emmy Award nomination Outstanding Supporting Actor in a Miniseries or Movie)
- Class of '76 (2005)
- Born Equal (2006)
- The Last Enemy (2008)
- 24: Redemption (2008)
- The Unloved (2009)
- Stargate Universe (2009) (jako Dr. Nicholas Rush)
- Once upon a time (2011-2018) (jako Rampelník/pan Gold)
- Toxické město (2025) -Toxic Town